# فرانسیس بنکس
فرانسیس بنکس (انگلیسی: Francis Banks؛ زادهٔ فوریه ۱۸۶۵) بازیکن فوتبال اهل بریتانیا است.
از باشگاه‌هایی که در آن بازی کرده‌است می‌توان به باشگاه فوتبال بیرمنگام سیتی اشاره کرد.